# 찰리 라우스

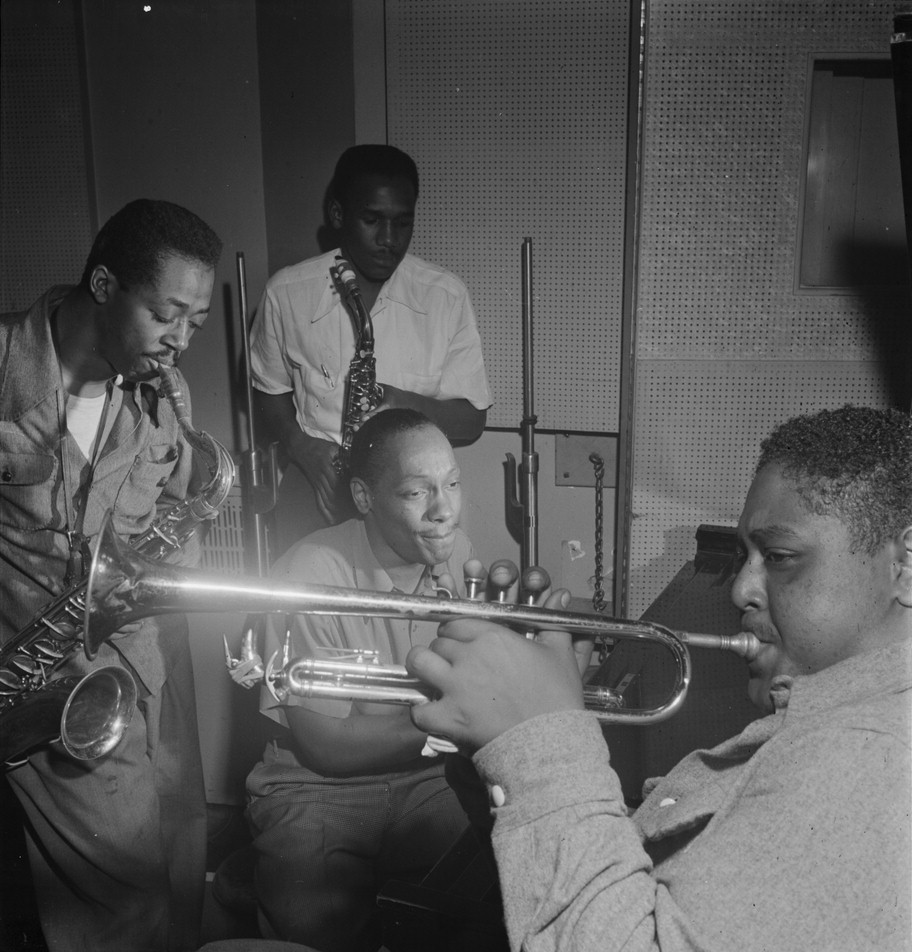

찰리 라우스(Charlie Rouse, 1924년 4월 6일 ~ 1988년 11월 30일)는 미국의 재즈 색소폰 연주자이다.